# St. Stephanus (Opherdicke)

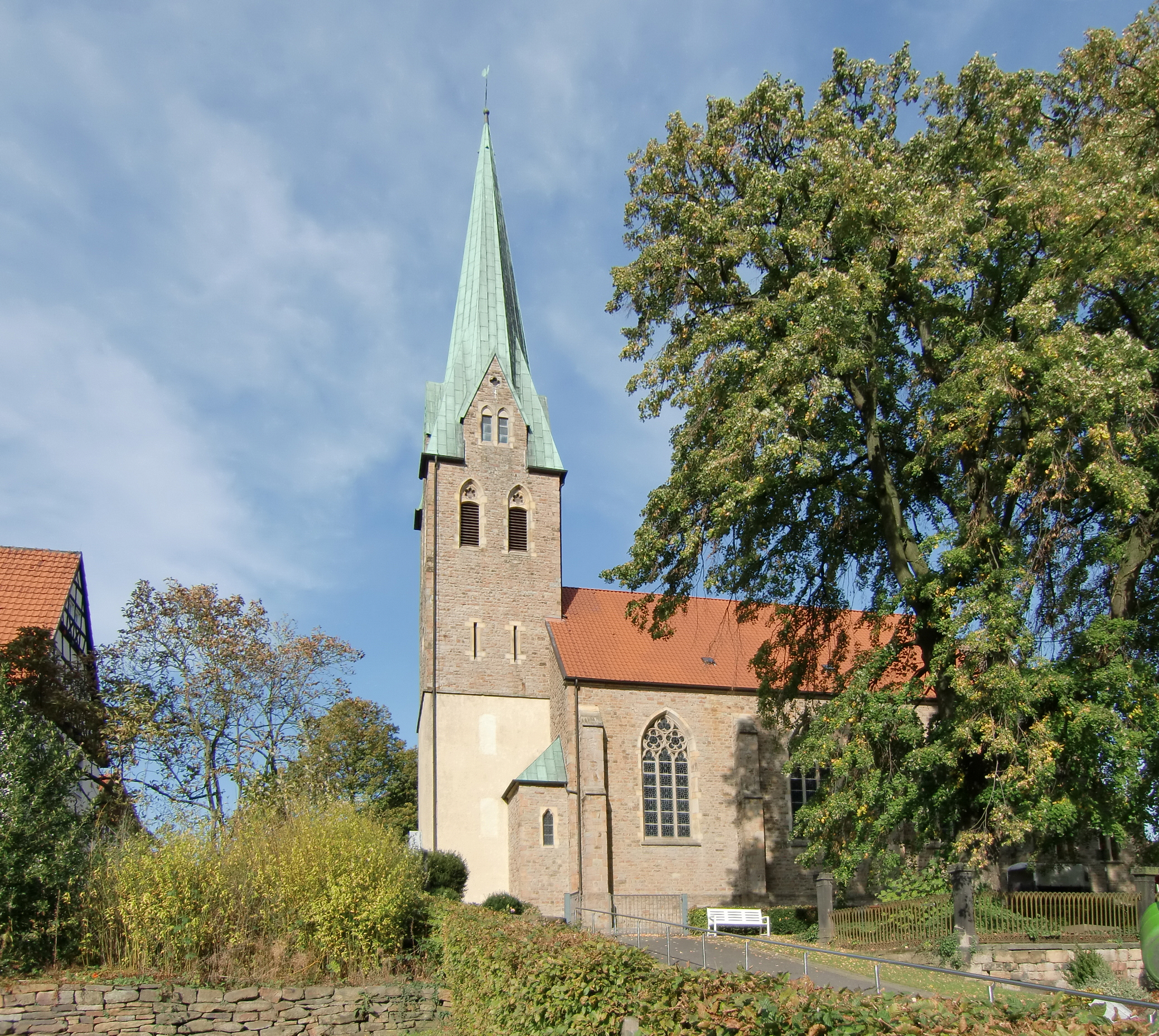
Pfarrkirche St. Stephanus

Die katholische Pfarrkirche St. Stephanus ist ein denkmalgeschütztes Kirchengebäude in der Dorfstraße 47, in Opherdicke, einem Ortsteil von Holzwickede, im Kreis Unna (Nordrhein-Westfalen).

## Geschichte und Architektur

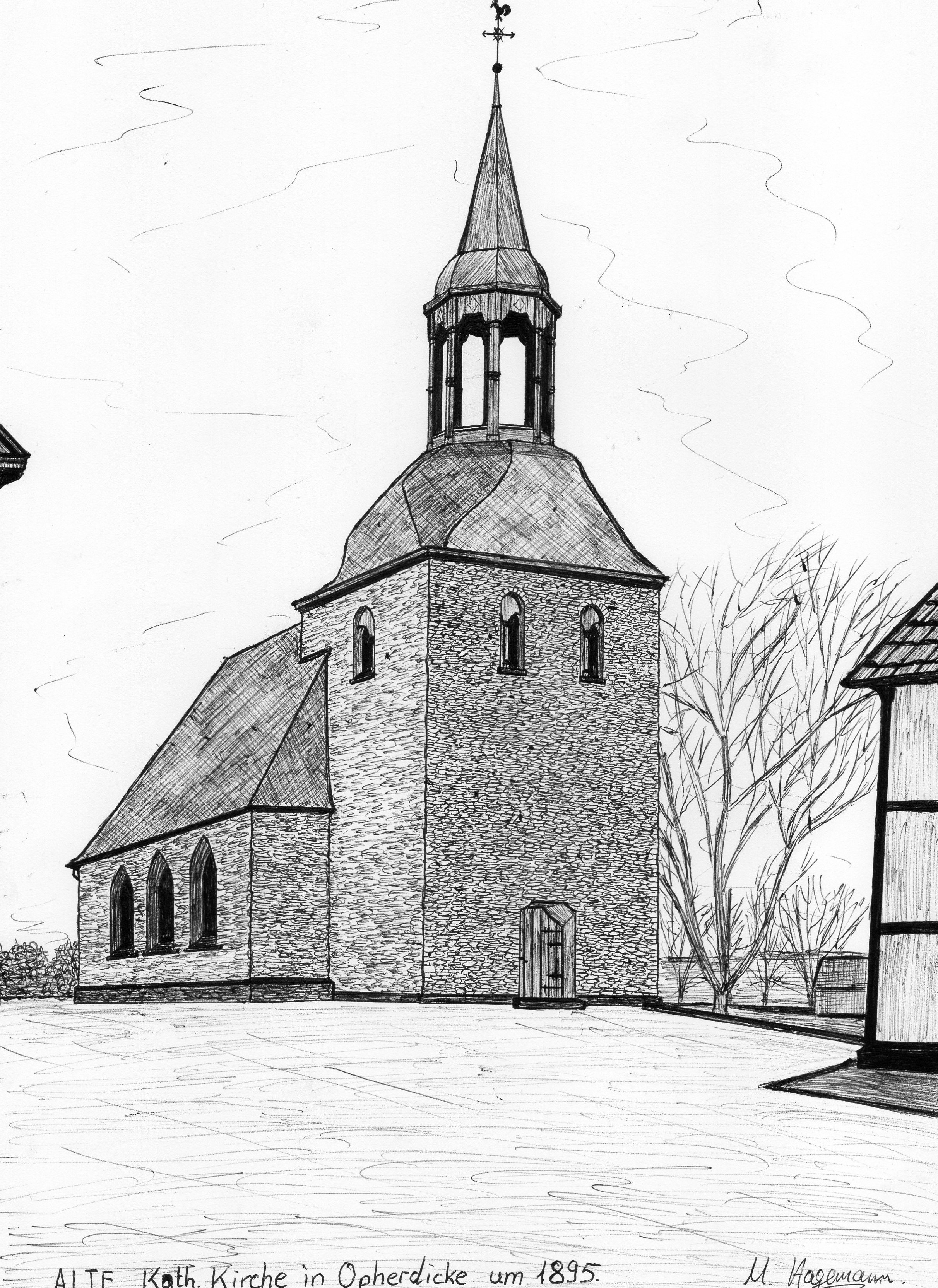
Die alte katholische Stephanuskirche in Opherdicke vor dem Neubau 1893

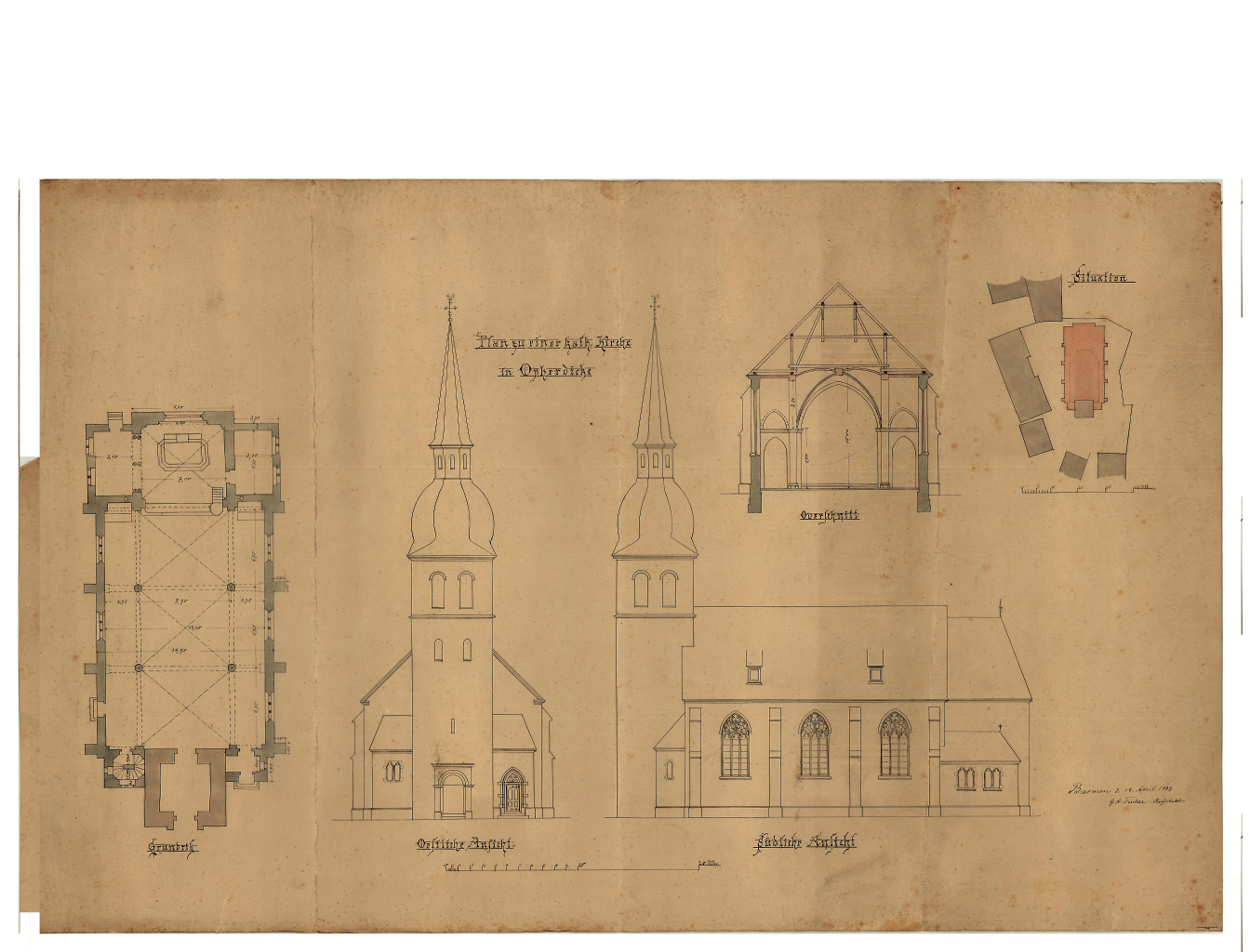
Bauzeichnung der St.-Stephanus-Kirche in Opherdicke von 1893

Die neugotische Hallenkirche aus hammerrechtem Bruchstein mit einem Westturm schließt mit einem Rechteckchor. Sie wurde 1893 unter der Leitung von Gerhard August Fischer errichtet. Aus dem Vorgängerbau vom Ende des 17. Jahrhunderts stammt der verputzte Turmunterteil. Der Turm wurde 1893 aufgestockt und mit einem aus Kupferblech gedeckten Turmhelm versehen. Die Kirche ist durch das Hauptportal am Turm begehbar, ein weiterer Eingang befindet sich an der Nordseite. Ein dritter Eingang befindet sich an der Nordost-Ecke der Kirche und führt über eine Steintreppe in die „Lilien-Kapelle“ neben dem Altarraum. Über dem Portal wurde das Wappen der Familie von Lilien angebracht. An der Rückseite der Kirche ist ein Grundstein mit der Bezeichnung 1893 zu sehen. Im Eingangsbereich wurden verschiedene Grabplatten der Familien von Fresendorf und Hane aufgestellt.

## Ausstattung
- Der neugotische Hochaltar im Chorraum stammt aus dem 19. Jahrhundert, er wurde 1991 aufgestellt. In der Grundsubstanz stammt er aus der Kirche St. Aloysius in Dortmund. Der Tabernakel befindet sich in der Mitte unter dem Kreuz.
- Ein Seitenaltar mit Weinrankensäulen und Heiligenfiguren.
- Die üppig geschnitzte Kanzel aus der Zeit um 1700 von der Vorgängerkirche wurde 1965 restauriert.
- Das ehemalige Hochaltarbild mit einer Darstellung der Anbetung der Könige ist mit A. Höfflinger bezeichnet. Der Stifter des Bildes, Freiherr von Fresendorf, hat sich auf dem Bild selbst darstellen lassen, er ist in standesgemäßer Kleidung hinter den Königen zu erkennen.
- Bemerkenswert sind zahlreiche Grabsteine des 17. und 18. Jahrhunderts.
- Seit der Kirchenrestaurierung 1992 hängen wieder die vierzehn Stationen des Kreuzweges vom 19. Jahrhundert an den Längswänden.
- Die Orgel mit barockem Orgelprospekt stammt aus der Zeit um 1700. Sie wurde 1858 erneuert und erweitert. Eine Restaurierung erfolgte in den Jahren 1964/65. Dabei wurde das Orgelwerk auf 19 Register erweitert.
- Die vier Stahlglocken wurden 1950 gegossen und erklingen in c′-es′-f′-as′. Wegen ihrer Größe werden die Glocken an gekröpften Stahljochen geläutet.